# Recombineur d'hydrogène

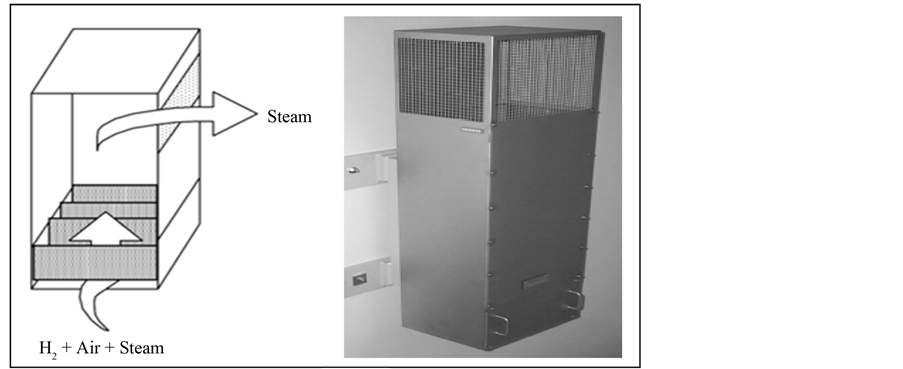
Schéma et photographie présentant le fonctionnement et l'aspect d'un recombineur d'hydrogène.

Un recombineur d'hydrogène, ou recombineur autocatalytique d'hydrogène, ou encore recombineur autocatalytique passif, est un dispositif de sécurité mis en place dans les centrales nucléaires, notamment en France ou au Canada (en).
L'équipement, installé dans le bâtiment réacteur, sert à lutter contre un excès de dihydrogène dans l'air. En effet, ce dernier est susceptible de se former lors d'un accident, notamment par une réaction d'oxydation du matériau métallique qui entoure le combustible par la vapeur d'eau présente. Dans ce cas, la concentration de dihydrogène peut atteindre un seuil à partir duquel ce dernier est susceptible de provoquer une réaction violente avec le dioxygène de l'air, pouvant aller jusqu'à l'explosion comme dans le cas de l'accident de Fukushima.
Le principe du recombineur est de favoriser cette réaction au fur et à mesure de la formation de dihydrogène, afin que la concentration n'en soit jamais suffisamment forte pour constituer un risque.

## Risques liés à la présence d'hydrogène dans l'enceinte de confinement

Les réacteurs 1 à 4 de la centrale de Fukushima, dont plusieurs ont souffert de l'accumulation d'hydrogène ayant provoqué une explosion.

Dans une centrale nucléaire, en temps normal, aucune formation d'hydrogène n'est susceptible d'avoir lieu. En revanche, dans le cas d'une fusion du cœur, des réactions d'oxydation sont susceptibles de se produire entre d'une part la vapeur d'eau présente dans la cuve, et d'autre part des matériaux métalliques. Ceux-ci peuvent être les fourreaux entourant le combustible, généralement en zirconium, ou d'autres matériaux métalliques des structures internes. Par ailleurs, si la fusion du cœur entraîne celle de la cuve, l'interaction chimique entre le corium et le radier en béton peut également entraîner un dégagement de dihydrogène.
L'accumulation de dihydrogène dans l'enceinte de confinement est dangereuse, dans la mesure où celui-ci, à forte concentration, risque de se combiner avec le dioxygène de l'air pour former une combustion qui prendra la forme d'une violente explosion. Cette explosion peut avoir une ampleur suffisante pour disloquer l'enceinte de confinement,.

## Principe de fonctionnement
Un recombineur autocatalytique passif est simplement une boîte creuse équipée d'un catalyseur qui permet la recombination progressive du dihydrogène et du dioxygène pour former de l'eau. Elle est dite « passive » car elle ne nécessite aucune alimentation pour son fonctionnement et peut donc protéger la centrale même en cas d'arrêt de l'alimentation électrique du fait d'une cause extérieure.
D'autre solutions existent également. La première est la mise en place d'igniteurs permettant de brûler l'hydrogène au fur et à mesure de sa production. Toutefois cette solution constituerait elle-même un risque si elle n'était pas mise en fonctionnement immédiat dès l'apparition des réactions. Il est également possible de remplir l'enceinte non d'air, mais de diazote. Dans ce cas aucune réaction n'est possible entre le dihydrogène ce dernier.

## Historique
En France, les recombineurs d'hydrogène sont déployés dans les centrales à partir de 2001, notamment en réponse à la catastrophe nucléaire de Tchernobyl, et généralisés en 2007. En outre, des détecteurs sont installés pour savoir, d'une part, si un dégagement de dihydrogène a bien eu lieu, et d'autre part si l'action catalytique a effectivement permis la recombinaison.
Le choix français s'est porté sur les recombineurs car ces derniers fonctionnent dans les conditions de pression, de température, d'humidité et d'ambiance radioactive observées lors d'un accident grave, y compris en cas de pollution des plaques catalytiques par des aérosols provenant du cœur fondu et par l’acide borique que pourrait apporter le système d’aspersion. Un recombineur continue à fonctionner en cas de changements de pression et température pouvant résulter d'un accident grave. Surtout, la catalyse est mise en route dès que le taux de dihydrogène dépasse 0,5 % du volume de l'enceinte.